# Biti tu
Biti tu je četrti in zadnji studijski album slovenskega kantavtorja Tomaža Pengova, izdan leta 1996 pri založbi Sraka v obliki vinilne plošče, kasete in CD-ja.

## Seznam pesmi
Vse pesmi je napisal Tomaž Pengov. Vsa besedila je napisal Pengov, razen »Dekle moje«, ki je slovenska ljudska pesem.
A stran
1. »Obisk« – 4:49
2. »Drevo« – 3:30
3. »Glažek vinčka« – 2:56
4. »Cesta« – 4:29
5. »Dekle moje« – 3:20
6. »Sojenice in klateži« – 3:23

B stran
1. »Škrat Tom« – 4:41
2. »Begunci« – 4:06
3. »Pomisli« – 4:49
4. »V neki loži« – 4:00
5. »Gea« – 4:24

## Zasedba
- Tomaž Pengov – akustična kitara, vokal
- Lado Jakša – klarinet, saksofon
- Borut Činč – flavta, violončelo, harmonij, bas kitara, klavir, oboa, sintesajzer, tuba, električna kitara, kontrabas, Hammond orgle, francoski rog
- Matjaž Sekne – viola
- Andrej Strmecki – bobni, tom tom
- Peter Kordiš – oblikovanje ovitka
- Milan Dekleva – besedilo na ovitku
- Evald Flisar – prevod besedila na ovitku